# Legile gazelor
Acest articol face referire la dezvoltarea istorică a legilor gazelor. Pentru a descriere mai detaliată, vezi legea gazelor ideale.
Legile gazelor au fost dezvoltate la sfârșitul secolului al XVIII-lea, când oamenii de știință au realizat că se pot scrie pentru un anumit gaz reacții matematice între presiune, temperatură și volum. Ecuațiile erau aplicabile cu aproximație la toate gazele. Gazele se comportă similar într-o varietate mare de condiții deoarece moleculele acestora sunt distanțate între ele, iar ecuația de stare a unui gaz ideal este derivată de la teoria cinetică a gazelor.

## Alte legi ale gazelor
- Legea lui Graham
- Legea lui Dalton (legea presiunilor parțiale)
- Legea lui Henry